# Laxou
Laxou – miejscowość i gmina we Francji, w regionie Grand Est, w departamencie Meurthe i Mozela.
Według danych na rok 1990 gminę zamieszkiwało 15 490 osób, a gęstość zaludnienia wynosiła 972 osób/km² (wśród 2335 gmin Lotaryngii Laxou plasuje się na 17. miejscu pod względem liczby ludności, natomiast pod względem powierzchni na miejscu 304.).
Z Laxou pochodzi Marie Jay Marchand-Arvier, francuska narciarka alpejska, wicemistrzyni świata.

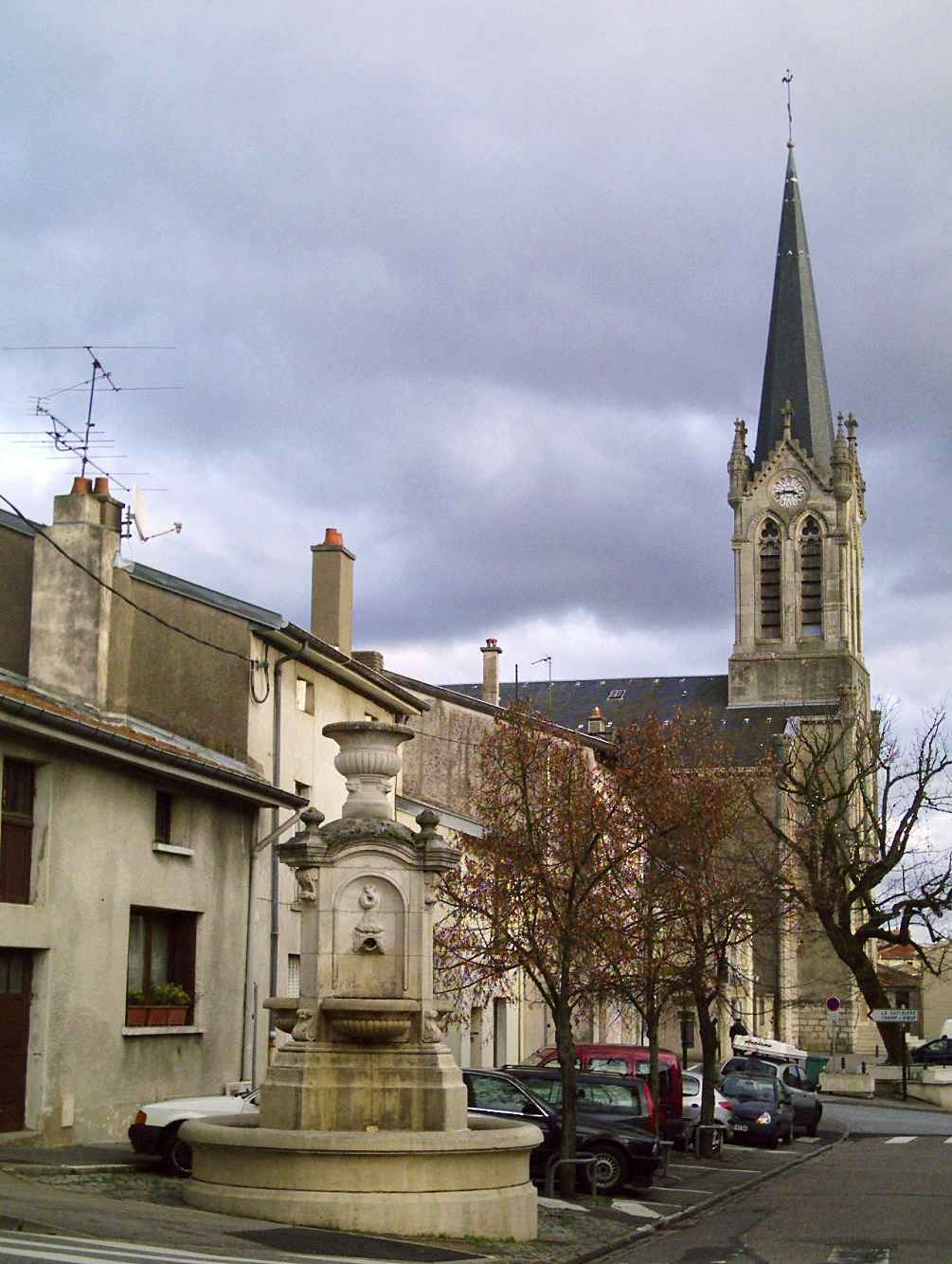
Kościół z 1877 r. pw. św. Genezjusza (2009)

## Populacja

Populacja Laxou w latach 1962–2008